# Kenny Rogers and the First Edition
Kenny Rogers and the First Edition, origineel opererend onder de naam The First Edition, was een Amerikaanse countryrockband. De band combineerde elementen uit country, rock en psychedelische rock. 
Vaste leden van de band waren Kenny Rogers (zang en basgitaar) en Terry Williams (gitaar en zang), die overstapten vanuit de band The New Christy Minstrels, en Mickey Jones (drums en percussie) die daarvoor met Bob Dylan had samengewerkt. De band werd opgericht in 1967 door dit trio samen met folkmuzikant Mike Settle (gitaar en achtergrondzang) en zangeres Thelma Camacho.
The First Edition tekende in 1967 bij Reprise Records en scoorde begin 1968 hun eerste hit met de psychedelische single "Just Dropped In (To See What Condition My Condition Was In)", dat de vijfde plek in de Amerikaanse hitlijsten haalde. Na enkele vervolgsingles kreeg de band in 1969, nu onder de naam Kenny Rogers and the First Edition, opnieuw een grote hit met "Ruby, Don't Take Your Love to Town" (nummer 6 in de VS, nummer 2 in het VK). De band scoorde tot 1974 een aantal successen, met name op het Amerikaanse continent. Midden jaren '70 besloot Rogers zich te richten op zijn solo-carrière. In totaal heeft de band 7 top 40 hits in de Verenigde Staten gescoord, waarvan twee nummers ook in het Verenigd Koninkrijk een succes werden.
In najaar 1971 kreeg de band een eigen televisieserie, Rollin' on the River (vernoemd naar tekst uit het Creedence Clearwater Revival-nummer Proud Mary). In deze show ontvingen ze gasten uit de muziekwereld, aangevuld met comedy sketches.
In 1976 ging de band uit elkaar. In 2010, 2014 en 2015 kwamen de bandleden nog een aantal keer bij elkaar voor opnames van een televisiespecial en de uitreiking van de Country Music Hall of Fame.

## Discografie

### Albums
- The First Edition (1967)
- The First Edition's 2nd (1968)
- The First Edition '69 (1969)
- Ruby, Don't Take Your Love To Town (1969)
- Something's Burning (1970)
- Tell It All Brother (1970)
- Fools (1971)
- Greatest Hits (1971)
- Transition (1971)
- The Ballad of Calico (1972)
- Backroads (1972)
- Rollin' (1973)
- Monumental (1973)

### NPO Radio 2 Top 2000
| Nummer met noteringen in de NPO Radio 2 Top 2000      | '99  | '00  | '01 | '02  | '03  | '04  |
| ----------------------------------------------------- | ---- | ---- | --- | ---- | ---- | ---- |
| Ruby, Don't Take Your Love to Town (met Kenny Rogers) | 1816 | 1792 | 245 | 1269 | 1823 | 1957 |

1. ↑  Een vetgedrukt getal geeft de hoogste notering aan.
2. ↑  Deze tabel is bijgewerkt tot en met de laatste editie (2024).